# Scodionista abdulhamidi
Scodionista abdulhamidi là một loài bướm đêm trong họ Geometridae.